# Sylvia Plathová
Sylvia Plathová (nepřechýleně Sylvia Plath) (27. října 1932 v Bostonu, USA – 11. února 1963 v Londýně, Spojené království) byla americká spisovatelka, autorka románů a krátkých povídek, básnířka a esejistka. Nejznámější je jako básnířka, ale známá je také pro své poloautobiografické dílo Pod skleněným zvonem (anglicky The Bell Jar), popisující její zápas s klinickou depresí, zmatkem v sobě a celoživotní neschopností vyrovnat se se smrtí otce, která ji velmi zasáhla. Jí a Anne Sextonové je připisován vzestup zpovědní poezie, se kterou přišli Robert Lowell a W. D. Snodgrass.

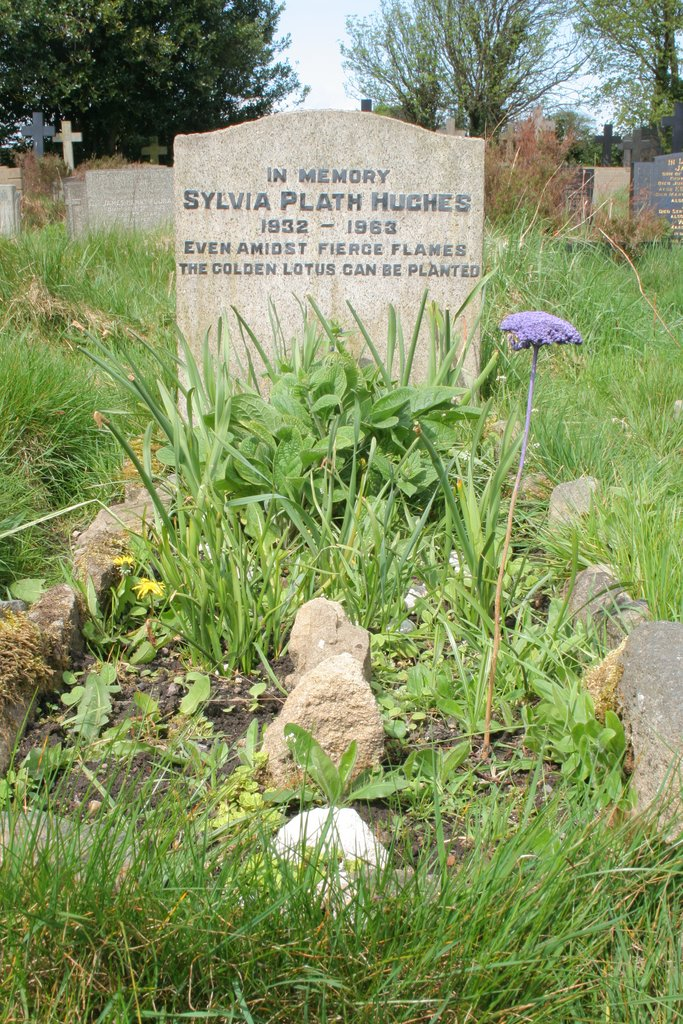
hrob Sylvie Plathové

## Život
Sylvia Plathová se narodila roku 1932 jako dcera významného profesora biologie Otto Platha. Vyrůstala v malém přímořském městečku u Bostonu. Do jejího dětství tragicky zasáhla smrt otce, který zemřel roku 1940 na embolii v důsledku neléčené cukrovky. Sylvia jen pár dní před tím oslavila své osmé narozeniny. Po smrti otce údajně prohlásila, že už nikdy nepromluví s Bohem, uzavřela se do sebe, příliš nekomunikovala se svým okolím a začala si psát deník.
Svou první báseň publikovala Sylvia už v osmi letech, v dětské příloze novin Boston Herald. Střední školu studovala ve Wellesley, v části Bostonu, kam se po smrti otce její rodina přestěhovala. V srpnu 1950 publikovala v časopise Seventeen povídku „Léto už nikdy nepřijde“ a téhož roku získala stipendium na největší vysokou dívčí školu Smith College v Northamptonu ve státě Massachusetts. I zde psala básně a povídky, z nichž některé byly oceněny na literárních soutěžích. Léto a podzim roku 1953, které zde prožila, jsou zachyceny v románu Pod skleněným zvonem.
Během měsíční stáže v New Yorku v módním časopisu Mademoiselle´s, kde působila coby hostující editorka, začala upadat do těžkých depresí. V srpnu 1953 se po návštěvě u hrobu svého otce poprvé pokusila o sebevraždu. Až po třech dnech našel Sylvii, která spolykala prášky na spaní, ve sklepě domu její bratr. Byla převezena do nemocnice a poté na psychiatrii, kde podstoupila šokovou terapii. Zde se také setkala s lékařkou Ruth Tiffany Barnhouse Beuscherovou (Dr. Nolanovou z románu Pod skleněným zvonem), která se stala její dlouhodobou terapeutkou. V únoru 1954 se Sylvia na doporučení své lékařky vrátila na Smith College.
Po návratu z léčebny se Sylvia proměnila v upovídanou extrovertní dívku. Její život se začal točit především kolem mužů, přičemž často udržovala vztahy s více muži najednou. Studium na Smith College ukončila v červnu 1955 s vyznamenáním a ještě téhož roku vyhrála se svou básní Milenci a plážový povaleč u Skutečného moře prestižní ocenění Glascock Prize.
Od roku 1956 pokračovala ve studiu na Cambridgi, kde získala magisterský titul. I zde nepřestávala psát poezii a občas ji publikovala v časopise Varosity. Budila zde dojem optimistické temperamentní Američanky, avšak ve skutečnosti začala znovu propadat emocionálním i fyzickým problémům. Po odjezdu z Ameriky už nenavštěvovala pravidelné terapie s doktorkou Beuscherovou, a tak se nakonec rozhodla navštívit v Cambridgi univerzitního psychiatra, aby se ujistila, že se má na koho obrátit v případě problémů.
Nicméně brzy poté se seznámila s básníkem Tedem Hughesem a psychiatra již nekontaktovala. Zhruba za půl roku se za Teda provdala a toto období popisuje jako nejšťastnější ve svém životě. Nějaký čas spolu mladí manželé žili v Cambridgi, pak byla Sylvia roku 1957 přijata jako učitelka angličtiny na Smith College, a proto se odstěhovali do USA. Sylvia doufala, že si během několika let v Bostonu vydělají dost finančních prostředků na to, aby mohli na celý rok odjet do Itálie a Španělska a mít čas jen na psaní. Avšak hned po prvním semestru podala na Smith College výpověď, protože toužila psát a náročné přípravy na vyučování jí to dost znemožňovaly. Navštěvovala během té doby semináře Roberta Lowella a byly jí velkou inspirací pro vlastní literární dílo.
V první polovině roku 1959 se setkávala se soustavným odmítáním své tvorby, což ji přivádělo do stavů úzkosti, k nimž přispíval i fakt, že bylo její manželství s Tedem stále bezdětné. Na podzim 1959 se Sylvia s Tedem usadili v umělecké komunitě v Yaddo v New Yorku. V prosinci se však vrátili do Anglie, zřejmě pro Tedův odpor k Americe, ale taky pro pokročilé Sylviino těhotenství. Bydleli nějaký čas u Tedových rodičů, což ale Sylvia těžce snášela. Nakonec se odstěhovali do malého bytu v Londýně a zde se jim narodila dcera Frieda. V období mezi listopadem 1959 a červnem 1960 trpěla Sylvia opět úzkostmi a napsala jedinou báseň (You´re). Roku 1960 publikovala svou první sbírku básní Kolos a následujícího roku se Hughesovi přestěhovali do Devonu.
V únoru 1961 Sylvia samovolně potratila, což se odrazilo i v jejich básních. Téhož roku získala stipendium k napsání románu. O rok později porodila syna Nicholase a v květnu vydala sbírku Kolos poprvé v USA.
V létě téhož roku zjistila, že je jí manžel nevěrný. Přestěhovala se poté sama s dětmi do Londýna, do domu, kde žil kdysi i básník W. B. Yeats. Roku 1963 vydala svůj jediný román Pod skleněným zvonem (The Bell Jar), v němž zachytila období kolem svého prvního pokusu o sebevraždu. Pro jeho silnou autobiografičnost ho nejprve vydala pod pseudonymem Victoria Lucasová. Sylvia v tomto období prožívala zahořklost vůči Tedovi, která přecházela v beznaděj a zoufalství. Nicméně stále aktivně psala, poskytovala rozhovory, nahrávala poezii pro BBC. V lednu 1963 navštívila obvodního doktora Hordera, který u ní zaznamenal sebevražedné myšlenky, předepsal jí antidepresiva a domluvil jí ambulantní návštěvu u psychiatra. Pár dní před jejím uskutečněním ale Sylvia spáchala sebevraždu. Podle přátel byla Sylvia před svou smrtí přepracovaná, trápila se rozpadem manželství, které přičítala především Tedově nevěře. Trpěla insomnií, brzy ráno se budila, brala hypnotika, aby byla vůbec schopna usnout. V den, kdy se otrávila plynem, ještě přichystala snídani svým dvěma dětem, našel se také vzkaz s telefonním číslem a textem „Zavolejte doktoru Horderovi“. Do bytu se po nějaké době dostala pečovatelka, která měla Sylvii jako obvykle přijít pomoci s dětmi. Ty byly nalezeny v pořádku, protože jim Sylvia v pokoji otevřela okno a dveře pečlivě utěsnila mokrými ručníky a hadry.
Zatímco během života vydala Sylvia Plathová jedinou sbírku a román, posmrtně byla publikována sbírka sebraných básní, dopisy matce a bratrovi, deníky a povídky. Posmrtnou slávu jí zajistila především sbírka poezie Ariel. Ted Hughes své manželství se Sylvií Plathovou reflektoval v básnické sbírce Birthday Letters. Pro syna Nicholase Hughes napsal známou knihu Železný muž.
Dcera Frieda žije v Londýně a stejně jako matka píše poezii. Syn Nicholas se stal mořským biologem. 16. března 2009 taktéž ukončil svůj život sebevraždou. Bylo mu 47 let.

## Dílo

### Poezie
- The Colossus (1960, Kolos)
- Cut (1962)
- Ariel (1965)
- Crossing the Water (1971, Brázdění vody)
- Winter Trees (1972)
- The Collected Poems (1981)
- Daddy
- Poppies in July
- Morning Song
- Lady Lazarus
- Mirror
- Mushrooms
- Ennui

### Próza
- Pod skleněným zvonem (1963, The Bell Jar), pod pseudonymem „Victoria Lucas“
- Letters Home (1975)
- Johnny Panic and the Bible of Dreams (1977)
- The Journals of Sylvia Plath (1982, Deníky Sylvie Plathové)
- The Magic Mirror (1989)
- The Unabridged Journals of Sylvia Plath, editováno Karen V. Kukil (2000)